# Rudolf Prescher
Rudolf Prescher (* 19. März 1912 in Dresden; † 15. Juni 1997 in Braunschweig) war während des Zweiten Weltkrieges Mitglied der Braunschweiger Berufsfeuerwehr (Anm.: die Feuerwehren in der NS-Zeit wurden ab 1938 Feuerschutzpolizei genannt, die Berufsfeuerwehren ab 1933 Feuerlöschpolizei) und hat durch seinen Einsatz beim Bombenangriff auf Braunschweig am 15. Oktober 1944 maßgeblich dazu beigetragen, rund 23.000 vom Feuer eingeschlossene Menschen vor dem Tod zu bewahren.

## Leben
Prescher wuchs in seiner Heimatstadt auf, wo er 1937 Mitglied der Dresdner Feuerlöschpolizei wurde. Schon bald nach Kriegsbeginn folgte die Versetzung in andere Städte, darunter Leipzig, Berlin, Dortmund, Düsseldorf, Solingen und Remscheid, bevor er schließlich 1943 nach Braunschweig kam.
In Braunschweig war er Brandingenieur und Offizier der Feuerschutzpolizei und erlebte in dieser Funktion sämtliche Luftangriffe auf die Stadt mit. Bei den Lösch- und Aufräumarbeiten war Prescher an führender Stelle beteiligt, wobei er nicht selten unter Einsatz seines eigenen Lebens an den Rettungsmaßnahmen beteiligt war.

## 15. Oktober 1944

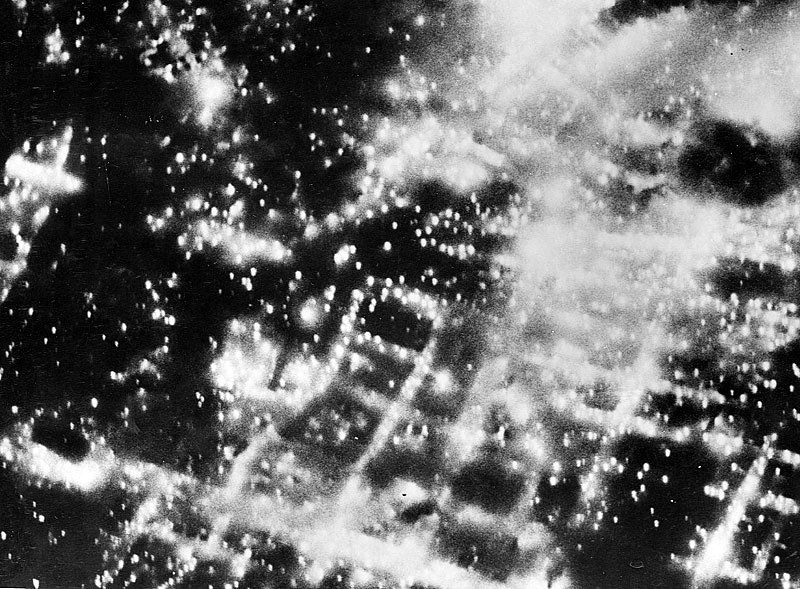
Die brennende Braunschweiger Innenstadt in der Nacht auf den 15. Oktober 1944

### Rettung von 23.000 Eingeschlossenen
Beim Luftangriff in der Nacht vom 14. auf den 15. Oktober 1944 erlebte Braunschweig den schwersten Luftangriff des Zweiten Weltkriegs. 233 Lancaster-Bomber der Royal Air Force (RAF) entfachten einen Feuersturm, der etwa 150 ha der Innenstadt in Brand setzte und rund 23.000 Personen einschloss, die in Luftschutzbunkern Zuflucht gefunden hatten. Aufgrund der enormen Hitzeentwicklung und des sich immer weiter ausbreitenden Feuers wurde der Sauerstoff in den Bunkern immer knapper. Es bestand die Gefahr, dass die Bunkerinsassen entweder aufgrund Sauerstoffmangels erstickten, wenn sie in den Bunkern blieben, oder bei lebendigem Leibe verbrannten, wenn sie die vom Feuersturm eingeschlossenen Schutzräume zu verlassen suchten.

### Die Wassergasse
Es ist der Initiative Preschers mit zu verdanken, dass am frühen Morgen – noch bevor der Feuersturm seine größte Intensität entwickelt hatte – eine „Wassergasse“ gebildet werden konnte. Diese Gasse bestand aus einer langen Schlauchleitung, die unter einem ständigen Wasserschleier zum Schutz gegen die enorme Hitze zu den Eingeschlossenen vorgetrieben wurde. Die Reichweiten der einzelnen Strahlrohre überschnitten sich, so dass eine geschlossene, künstliche „Regenzone“ entstand. So gelang es schließlich, die 23.000 Eingeschlossenen in sichere Bereiche der Stadt zu führen.

## Der rote Hahn über Braunschweig
Über die Grenzen Braunschweigs hinaus wurde Prescher durch sein 1955 veröffentlichtes Buch Der rote Hahn über Braunschweig bekannt, in dem er akribisch die Feuerwehreinsätze in der Stadt Braunschweig während des Zweiten Weltkrieges beschrieb und Dauer und Intensität sowie Schäden und Verluste an Menschenleben detailliert auflistete.
- Rudolf Prescher: Der rote Hahn über Braunschweig. Luftschutzmaßnahmen und Luftkriegsereignisse in der Stadt Braunschweig 1927 bis 1945. in:  	Braunschweiger Werkstücke. 18. Waisenhaus-Buchdr., Braunschweig 1955 (Die 2. Auflage von 1994 ist ein Nachdruck, der nur unwesentlich um ein Register und Literaturangaben ergänzt wurde.) ISSN 0175-338X.

## Nachkriegszeit
Nach Kriegsende blieb Prescher bei der Braunschweiger Berufsfeuerwehr. Erst 1948 gelang es ihm, Frau und Sohn heimlich aus Dresden über die „Grüne Grenze“ nach Braunschweig zu holen. Sein Dienstgrad bei der Pensionierung im Jahr 1972 war Oberbrandrat. 1994, anlässlich des 50. Jahrestages des Luftangriffs vom 15. Oktober 1944, bei dem 90 % der Innenstadt zerstört und ca. 80.000 Einwohner obdachlos wurden, wurde sein Buch ein zweites Mal verlegt, was er mit großer Überraschung, aber auch Stolz aufnahm. Die Braunschweiger Zeitung berichtete ebenfalls. 

## Andere Medien
- Feuersturm – Der Bombenkrieg gegen Deutschland. DVD-Edition, SPIEGEL TV history. Polar Film Medien GmbH, Gescher 2003 (enthält Ausschnitte aus dem Originalfilm der RAF von der Bombardierung am 15. Oktober 1944)